# Toa Baja
La municipalité de Toa Baja, sur l'île de Porto Rico (code international : PR.TB) couvre une superficie de 62 km2 et regroupe 94 085 habitants (au 31 décembre 2006).

## Tourisme
On raconte qu'une partie du trésor du pirate portoricain Roberto Cofresí est toujours caché dans les grottes de Sabana Seca, près de Toa Baja, près d'un restaurant nommé La Guarida del Pirata Cofresí (La Cachette du Pirate Cofresí).